# Ricardo Rozo
Ricardo Rozo Ocampo (Bogotá, 7 de septiembre de 1961) es un entrenador de fútbol colombiano. Se desempeñó como director técnico de la selección femenina de fútbol de Colombia entre 2010 y 2012. 

## Trayectoria
Ricardo Rozo se formó como jugador de fútbol en la escuela de fútbol de El Salitre. Integró las divisiones inferiores de Millonarios Fútbol Club desde 1990. También jugó en los equipos Academia, El Cóndor y Girardot de la Categoría Primera B. Sin embargo nunca llegó a jugar Primera División.
A su retiro como futbolista en 2000, le ofrecieron dirigir el equipo femenino de la Escuela de Fútbol Vida, la cual se convertiría en su primera experiencia como entrenador. En 2005 fue nombrado entrenador de la Selección femenina de Bogotá. En este cargo logró dos títulos del Campeonato Nacional de Fútbol Femenino.
El 9 de febrero de 2010 fue nombrado director técnico de la selección femenina de fútbol de Colombia en todas las categorías. En este cargo dirigió a las selecciones que lograron el subcampeonato del Campeonato Sudamericano Femenino Sub-20 de 2010 y del Campeonato Sudamericano Femenino de 2010. Gracias a estos triunfos, la selección clasificó a la Copa Mundial Femenina de Fútbol Sub-20 de 2010, la Copa Mundial Femenina de Fútbol de 2011, el Torneo femenino de fútbol en los Juegos Panamericanos de 2011 y el Torneo femenino de fútbol en los Juegos Olímpicos de Londres 2012, siendo la primera vez que la selección clasificaba a estos campeonatos. Posterior a estas presentaciones, Rozo quedó fuera de la dirección técnica.